# 阳安县 (西魏)
阳安县，中国古县名。
西魏恭帝二年（555年）改牛鞞县为阳安县，为武康郡治所。治所在今四川省简阳市。隋朝仁寿三年（603年），为简州治。唐朝时复置简州（唐朝时曾改为阳安郡），仍为州治。元朝时，仍为简州附郭县。至元二十年（1283年），并入简州。